# Wapowce
Wapowce (ukr. Вапівці) – wieś w Polsce położona w województwie podkarpackim, w powiecie przemyskim, w gminie Przemyśl. Leży na Pogórzu Przemyskim, w dolinie Sanu.
Wieś szlachecka, własność Lubomirskich, położona była w 1589 roku w ziemi przemyskiej województwa ruskiego. W latach 1975–1998 miejscowość administracyjnie należała do województwa przemyskiego.
W 1450 w Wapowcach urodził się Bernard Wapowski, prekursor polskiej kartografii, a 5 stycznia 1867 generał dywizji WP Stanisław Puchalski.
Wieś położona w powiecie przemyskim, była własnością Stanisława Antoniego Karola Fredry, została spustoszona w czasie najazdu tatarskiego w 1672 roku.
Do roku 1939 we wsi znajdował się dwór, którego właścicielem był Władysław ks. Sapieha oraz Leon ks. Sapieha. 
W II Rzeczypospolitej wieś w powiecie przemyskim w województwie lwowskim.
W 1945 nacjonaliści ukraińscy z OUN-UPA zamordowali tutaj 7 Polaków i 1 Ukraińca, paląc większość gospodarstw.

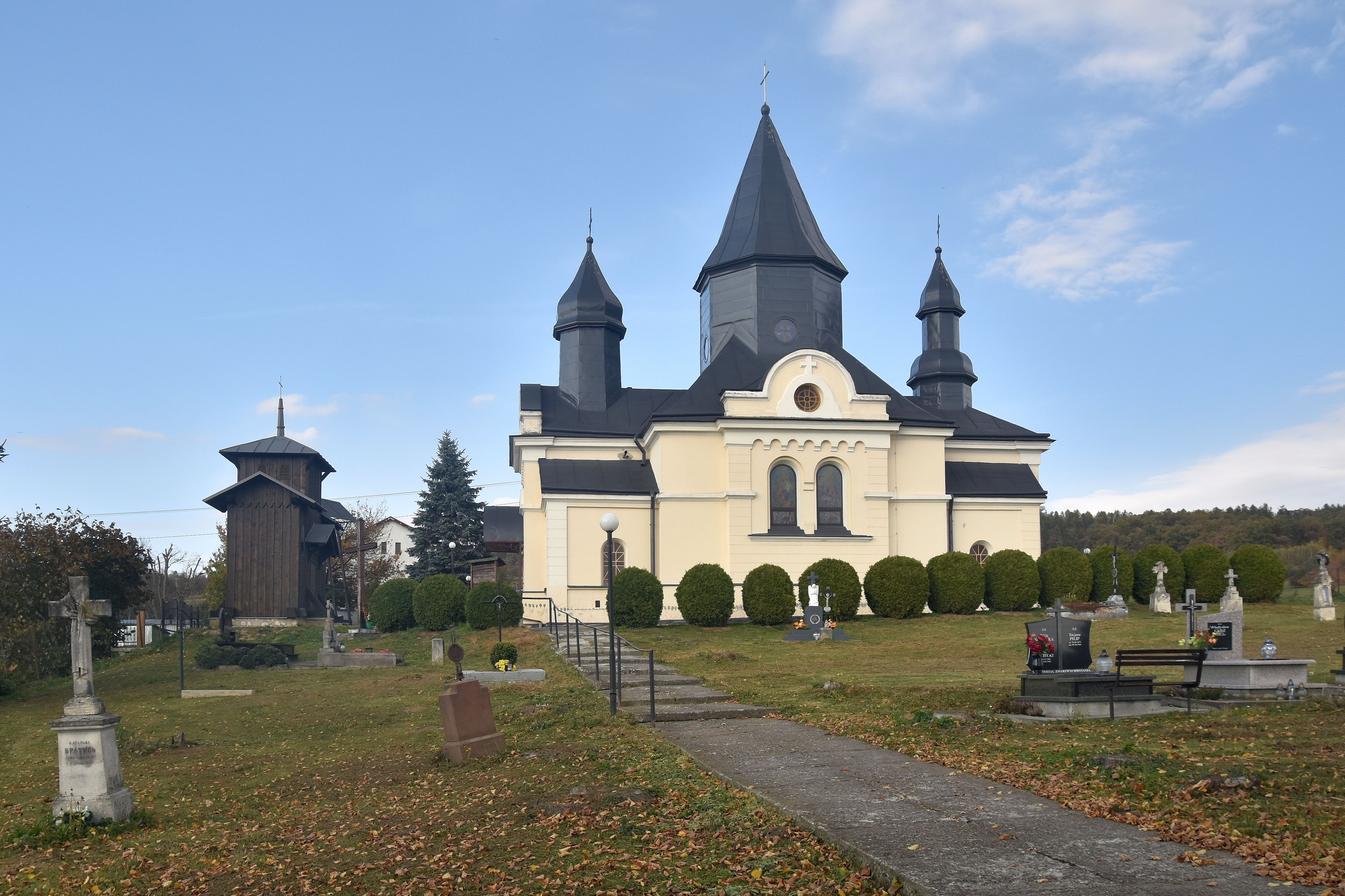
Cerkiew w Wapowcach